# Zveza zgodovinskih društev Slovenije
Zveza zgodovinskih društev Slovenije (kratica: ZZDS) je osrednje združenje zgodovinark in zgodovinarjev v Sloveniji. Ustanovljeno je bilo leta 1980 z reorganizacijo Zgodovinskega društva za Slovenijo (ustanovljeno leta 1946); slednje pa je bilo naslednik Muzejskega društva za Slovenijo, ustanovljenega leta 1919.
Trenutni predsednik zveze je Dragica Čeč.

## Glasila
- Zgodovinski časopis
- Kronika - časopis za slovensko krajevno zgodovino